# Nunatak Nahodka
Nunatak Nahodka är en nunatak i Antarktis. Den ligger i Östantarktis. Argentina och Storbritannien gör anspråk på området. Toppen på Nunatak Nahodka är 897 meter över havet.
Terrängen runt Nunatak Nahodka är huvudsakligen platt. Trakten är obefolkad. Det finns inga samhällen i närheten.